# 모건 릴리
모건 릴리(Morgan Lily, 2000년 4월 11일 ~ )는 미국의 배우이다.

## 출연 작품
- 더 어글리 라이프 오브 어 뷰티풀 걸 (2014)
- 쿠티스 (2014)
- 엑스맨: 데이즈 오브 퓨처 패스트 (2014)
- 스틱스 앤 스톤스 (2013)
- 엑스맨: 퍼스트 클래스 (2011)
- 플립 (2010) - 어린 줄리 역
- 2012 (2009)
- 그는 당신에게 반하지 않았다 (2009)
- 헨리 풀 이즈 히어 (2008)